# Wahlenbergia ramosissima
Wahlenbergia ramosissima är en klockväxtart som först beskrevs av William Botting Hemsley, och fick sitt nu gällande namn av Mats Thulin. Wahlenbergia ramosissima ingår i släktet Wahlenbergia och familjen klockväxter.

## Underarter
Arten delas in i följande underarter:
- W. r. centiflora
- W. r. lateralis
- W. r. oldeniandioides
- W. r. ramosissima
- W. r. richardsiae
- W. r. subcapitata
- W. r. zambiensis